# بطولة العالم للدراجات على المضمار 1977
بطولة العالم للدراجات على المضمار 1977 هي الدورة ال74 من بطولة العالم للدراجات على المضمار، أجريت في سان كريستوبال، فنزويلا.

## النتائج النهائية
| المسابقة                              | ذهبية                        | فضية                  | برونزية                            |
| ------------------------------------- | ---------------------------- | --------------------- | ---------------------------------- |
| الرجال                                |                              |                       |                                    |
| السرعة الفردية                        | كويتشي ناكانو (JPN)          | Yoshua Sugata (JPN)   | جون نيكلسون (دراج) (AUS)           |
| سباق المطاردة الفردية                 | غريغور براون (FRG)           | كنوت كنودسن (النرويج) | Steve Heffermann (المملكة المتحدة) |
| سباق مطاردة الدراجة النارية للهواة    | Rainer Podlesch (FRG)        | ماتيوس برونك (NED)    | مارتن ريتفيلد (NED)                |
| سباق مطاردة الدراجة النارية للمحترفين | Wilfried Peffgen (FRG)       | Martinus Venix (NED)  | سيس ستام (NED)                     |
| السيدات                               |                              |                       |                                    |
| السرعة الفردية                        | Galina Tsareva (URS)         | Sue Novarra (USA)     | Iva Zajícková (CZE)                |
| سباق المطاردة الفردية                 | Keetie van Oosten-Hage (NED) | Anne Riemersma (NED)  | Liugina Bissoli (ITA)              |